# Maiden Japan
| Críticas profissionais | Críticas profissionais |
| Avaliações da crítica  | Avaliações da crítica  |
| Fonte                  | Avaliação              |
| ---------------------- | ---------------------- |
| allmusic               | link                   |

Maiden Japan (também conhecido como Heavy Metal Army) é um EP ao vivo da banda britânica de heavy metal Iron Maiden. O título é um trocadilho com o álbum ao vivo do Deep Purple, Made in Japan, também gravado no Japão.
Existem pelo menos duas versões diferentes do EP; todas as faixas foram gravadas no Kosei Nenkin Hall, em Nagóia, em 23 de maio de 1981. Foi a última gravação do cantor original da banda, Paul Di'Anno, com o grupo, e apresenta cinco faixas. A versão original japonesa apresenta apenas quatro faixas, e a velocidade é de 45 rpm. A banda não tinha a intenção de lançar o álbum, porém o fez por exigências do mercado japonês.

## Capa
A capa original, da qual somente cerca de 25.000 exemplares foram produzidos (na Venezuela), mostravam o mascote da banda,  Eddie, segurando a cabeça decapitada de Di'Anno. Uma capa substituta foi feita de última hora, depois que o empresário da banda, Rod Smallwood, vetou a anterior ao saber que a banda tencionava substitui-lo.

## Faixas
Todas as canções foram compostas por Steve Harris, exceto onde indicado.
Versão original
| N.º | Título              | Compositor(es)       | Duração |  |
| 1.  | "Running Free"      | Paul Di'Anno, Harris |         |  |
| 2.  | "Remember Tomorrow" | Di'Anno, Harris      |         |  |
| 3.  | "Killers"           | Di'Anno, Harris      |         |  |
| 4.  | "Innocent Exile"    |                      |         |  |

Prensagem Estados Unidos, Canadá, Argentina, Austrália, Nova Zelândia e Brasil
| N.º | Título                                                                                | Compositor(es)       | Duração |  |
| 1.  | "Running Free"                                                                        | Paul Di'Anno, Harris |         |  |
| 2.  | "Remember Tomorrow"                                                                   | Di'Anno, Harris      |         |  |
| 3.  | "Wrathchild" (na edição do Brasil, EUA, Canadá, Argentina, Austrália e Nova Zelândia) |                      |         |  |
| 4.  | "Killers"                                                                             | Di'Anno, Harris      |         |  |
| 5.  | "Innocent Exile"                                                                      |                      |         |  |

## Créditos
- Paul Di'Anno - vocal
- Dave Murray - guitarra
- Adrian Smith - guitarra, backing vocal
- Steve Harris - baixo, backing vocal
- Clive Burr - bateria